# Theraps irregularis
Theraps irregularis és una espècie de peix pertanyent a la família dels cíclids i a l'ordre dels perciformes.

## Morfologia
Fa 19 cm de llargària màxima. Cos esvelt, pla i perfectament adaptat als corrents forts, ja que les seues aletes són arrodonides i hidrodinàmiques en tots dos sexes per a oferir una menor resistència a l'aigua. Peduncle caudal molt llarg, la qual cosa li permet tindre molt d'impuls. Boca en posició inferior i amb el musell allargat i especialitzat per obtindre el seu aliment de les superfícies de les roques. Quant a la coloració, el color de fons és marró i amb una línia lateral que s'estén des de la meitat de l'aleta caudal fins al principi de l'opercle (pot ésser contínua o irregular); també té algunes iridescències a la cara, la part baixa del cap de color blanc i un rivet vermellós a les aletes. Presenta dimorfisme sexual: els mascles són de 2 a 3 cm més grossos que les femelles, són més robustos i desenvolupen una mena de gep al cap.

## Reproducció
Els ous són ovalats, de color marró per a confondre's amb el substrat, molt grans en relació amb la grandària de la femella i dipositats en àrees obertes.

## Alimentació
En estat salvatge es nodreix d'algues, petitis crustacis i larves d'insectes adherits a les roques i els troncs submergits. En captivitat pot ésser alimentat amb artèmies, Tenebrio, Spirulina, etc.

## Hàbitat i distribució geogràfica
És un peix d'aigua dolça, bentopelàgic i de clima tropical (26 °C-30 °C), el qual viu a l'Amèrica Central: els corrents ràpids i de fons rocallós dels trams superiors de les conques dels rius Usumacinta, Sarstun i Dulce al vessant atlàntic de Mèxic i Guatemala.

## Observacions
És inofensiu per als humans i el seu índex de vulnerabilitat és baix (13 de 100).